# Bertula tumidalis
Bertula tumidalis är en fjärilsart som beskrevs av Walker. Bertula tumidalis ingår i släktet Bertula och familjen nattflyn. Inga underarter finns listade i Catalogue of Life.